# Ornithogalum gracillimum
Ornithogalum gracillimum är en sparrisväxtart som beskrevs av Robert Elias Fries. Ornithogalum gracillimum ingår i släktet stjärnlökar, och familjen sparrisväxter. Inga underarter finns listade i Catalogue of Life.